# Tao Qian
Tao Qian (132 - 194) nome de cortesia, Gongzu, foi um governador de provincia, oficial do governo e senhor da guerra chinês, no período final da Dinastia Han na China.
Qian foi governador da Provincia de Xu, entre 190 e 194, sendo sucedido após sua morte, por Liu Bei no cargo.
Conseguiu defender duas vezes, em 193 e 194 a província de Xu, da invasão das tropas de Cao Cao. Morreu devido a uma doença desconhecida em 194. 